# 間期

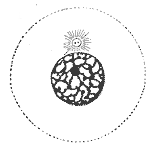
格雷氏解剖学中间期的图示。染色质还未浓缩，细胞此时仍执行“一般”功能。

间期是细胞周期的历时最长的阶段，在该阶段中细胞增加尺寸并复制其DNA。间期也被认为是细胞的“生活”阶段，此阶段细胞吸收营养，成长并执行“一般”细胞的功能。大多数真核细胞长时间都处于间期。间期时细胞并不处于休止状态，细胞在此时积极地为细胞分裂做准备。间期有时被误解为有丝分裂的第一个阶段，但实际上前期才是有丝分裂的第一个阶段。
间期中，细胞做好了有丝分裂或减数分裂的准备。体细胞或生物体的二倍体细胞通过有丝分裂完成细胞分裂进而复制自身。二倍体生殖细胞通过减数分裂生成配子以进行有性繁殖。

## 间期阶段

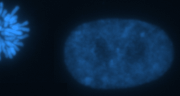
处于间期（很可能在G1期的HT1080细胞细胞核（注：该细胞和左上方处于有丝分裂末期的细胞的胞质不可见。该图用光学显微镜和DAPI染色的DNA拍摄）

间期有三个阶段，每个阶段结束时都需待细胞周期检查点检查该阶段是否准确完成后方能进入下一阶段。这些阶段分别为：
- G1期中细胞进行蛋白质合成，并成长至原有细胞的一倍左右大小。此时细胞开始复制细胞器并增加细胞质的体积。如果细胞不进行进一步分裂则将保持在此阶段。
- S期中DNA通过半保留复制完成复制。
- G2期中细胞器暂停增长并准备进入有丝分裂。

另外，一些细胞可能不常分裂或从未分裂，这些细胞进入G0期。G0期是独立于间期的一个阶段，也可被认为是G1的一部分。如果G0期细胞通过限制点则会返回G1期。
间期每个阶段所用的时间因各个物种之间不同而不同，同种生物的不同种类细胞中，间期所用时间也不同，但是一般来说除G1期外其它各期长度相近。大多数成年哺乳动物间期长达20小时，占细胞分裂90%的时间。

## 间期中的细胞过程序列

### 间期与细胞周期
当G2期完成后，细胞开始进行有丝分裂和胞质分裂。分裂产生的两个子细胞再度进入间期G1期。在细胞周期中，间期位于M期的末期和胞质分裂之后。一些情况下，间期会被G0期打断，但是一些情况下，细胞可以重新进入间期剩下的阶段。在通过G2检查点后，细胞开始进入前期或早前期以开始有丝分裂。
有观点认为G0期是既不分裂也不静止的G1期，也有观点认为G0期是独立于细胞周期的一个阶段。有一些细胞因为持续分裂而从不进入G0期。

### 间期与其它细胞过程
生成配子时，间期后伴随着减数分裂。在细胞凋亡时，间期后伴随着细胞程序性死亡。

## 脚注
1. 1 2 3 4 5 6  崔中和，王喜忠，丁明孝. . 北京: 高等教育出版社. 2007: 385-390. ISBN 978-7-04-020766-8.
2. ↑  The Biology Project,Department of Biochemistry and Molecular Biophysics. . University of Arizona. 1997-04  [2011-02-19]. （原始内容存档于2018-09-22）.
3. 1 2 3  吴相钰，陈守良，葛明德. . 北京: 高等教育出版社. 2005: 63. ISBN 978-7-04-01458407 请检查|isbn=值 (帮助).
4. ↑  Mader, S. S. . Boston, MA, USA.: Ed. McGraw Hill Higher Education. 2007. ISBN 978-0-07-325839-3.